# 头肩
头肩（法語：Tête et épaules）是一种K线技术形态，常用于金融财经技術分析后续走势。

## 形态
头肩依据其头肩方向可分为头肩顶(sommet)以及头肩底(creux)两种形态。

### 头肩顶
头肩顶部分，为中间高涨突出（头部），两侧上涨较为平衡（肩部）并低于中间头部。其后续走势则为下跌。其整體包括頭部、左肩、右肩以及頸綫。其中完整形態要為跌破頸綫時候才為完整形態，當中的跌破意指收盤價貫穿頸綫的幅度大約為股價的3%。

### 头肩底
头肩底则与头肩顶相反，头部下跌突出，两侧也是下跌且均衡。其后续走势为上涨。
頭肩底跟隨下跌市勢而行，並發出市況逆轉的訊號。顧名思義，圖形以左肩、頭、右肩及頸線組成。三個連續的谷底以中谷底(頭)最深，第一及最後谷底(分別為左、右肩)較淺及接近對稱，因而形成頭肩底形態。當股價一旦升穿阻力線(頸線)， 則出現較大幅上升。

## 頸綫及其重要性
所谓颈线(ligne de col)，是股票市场的技术分析中，对价格波动趋势线关键位置的一种形象说法。即通过最后两个向上反弹的低点b和d做出一条平缓的趋势线，称为颈线，头肩成立的决定因素是收市价格明显的击穿到颈线之下。
其应用于形态之中，则二個折返點所連結而成的線稱為頸線，頸線為重要趨勢線。在上升趨勢中，一旦價格跌破頸線，或在下降趨勢中
，價格突破頸線，則為趨勢反轉訊號。頭肩頂(底)為技術分析上十分明顯且可靠的訊號。
一旦頸線被突破，則目標漲(跌)幅將是頭部與頸線之間的距離。